# Przechód nad Małym Ogrodem

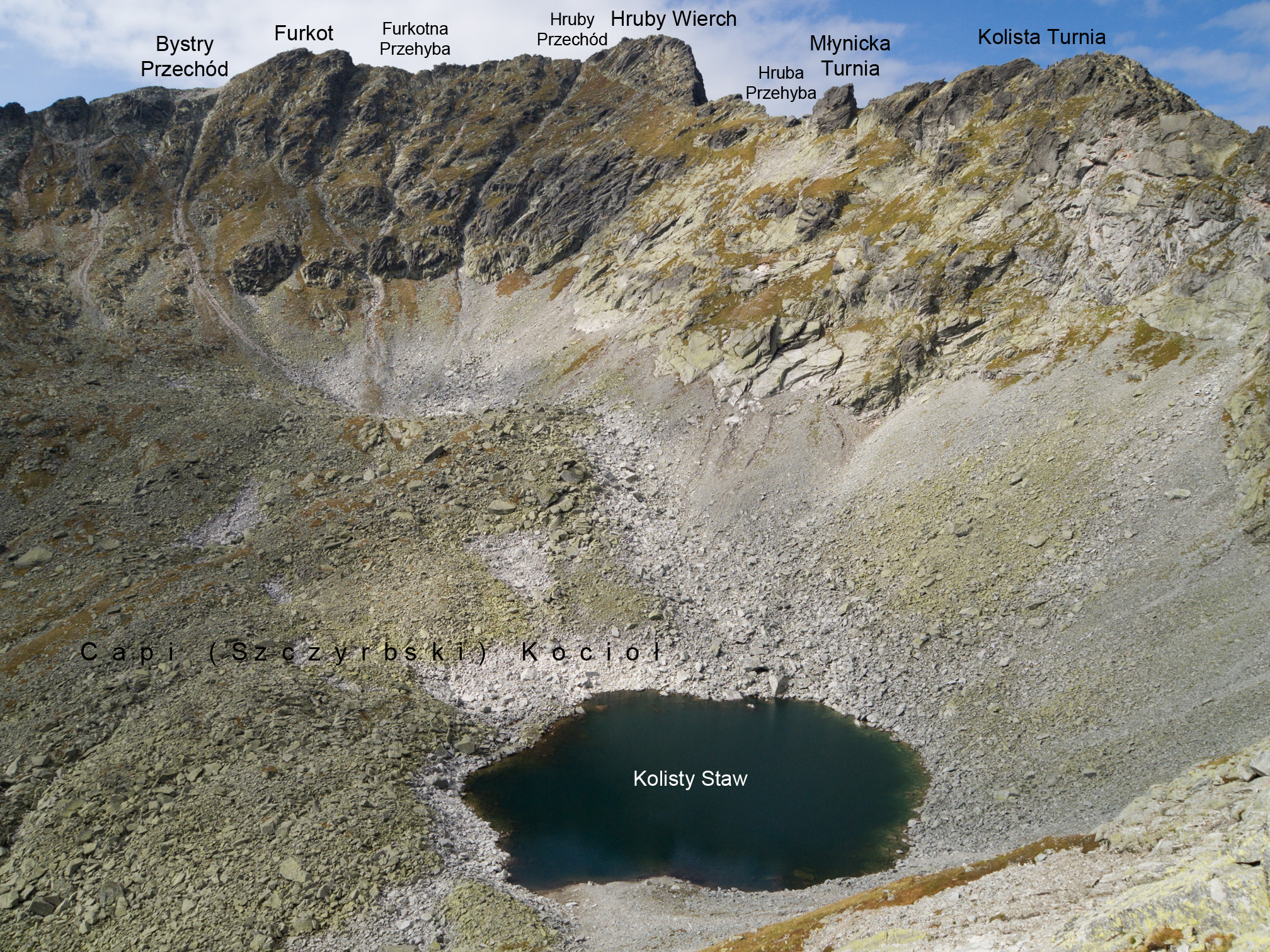
Przechód nad Małym Ogrodem po prawej stronie Kolistej Turni

Przechód nad Małym Ogrodem – położony na wysokości 2295 m niemal zupełnie poziomy odcinek głównej grani odnogi Krywania pomiędzy Kolistą Turnią (2321 m) a Przełączką nad Małym Ogrodem (2261 m). Ma długość kilku metrów. W kierunku północno-wschodnim, do Małego Ogrodu opada z niego głęboki, prosty i wybitny żleb. Na południe, do Capiego Kotła opada stroma, płytowa ściana.
Przechód nad Małym Ogrodem nie jest typową przełęczą, ale ma duże znaczenie orientacyjne dla taterników. Na południowych ścianach nieco poniżej Przechodu nad Małym Ogrodem zaczyna się trawiasty zachód, który południowymi ścianami Grani Hrubego prowadzi aż do Hrubego Przechodu. Zachód ten jest łatwy do przejścia i prowadzi nim droga wspinaczkowa.
Na Przechód nad Małym Ogrodem można wejść z obydwu stron grani:
1. Od południa, ze Szczyrbskiego Kotła; 0+ w skali tatrzańskiej, czas przejścia od wejścia w skały 30 min
2. Z Doliny Hlińskiej przez Mały Ogród; 0, od szlaku turystycznego 1 godz.[2]